# Władysław Kański (1893–1968)
Władysław Feliks Kański (ur. 11 lutego 1893 w Kornaczówce, zm. 21 lipca 1968 w Babich Dołach) – major piechoty Wojska Polskiego.

## Życiorys
Z dniem 29 stycznia 1919 został przydzielony do 27 pułku piechoty w Częstochowie. 7 maja 1919 został przyjęty do Wojska Polskiego z byłych Korpusów Wschodnich i byłej armii rosyjskiej, z zatwierdzeniem posiadanego stopnia podporucznika, zaliczony do I rezerwy armii, z jednoczesnym powołaniem do czynnej służby wojskowej na czas wojny. 3 maja 1922 został zweryfikowany w stopniu kapitana ze starszeństwem z 1 czerwca 1919 i 1356. lokatą w korpusie oficerów piechoty. W tym samym roku został przeniesiony do 14 pułku piechoty we Włocławku i 10 lipca zatwierdzony na stanowisku pełniącego obowiązki dowódcy I batalionu. W sierpniu 1927 został przeniesiony do kadry oficerów piechoty z równoczesnym przydziałem do Korpusu Kadetów Nr 2 w Chełmnie na stanowisko dowódcy kompanii. 18 lutego 1928 został mianowany majorem ze starszeństwem z 1 stycznia 1928 i 109. lokatą w korpusie oficerów piechoty. We wrześniu 1930 został przeniesiony do 68 pułku piechoty we Wrześni na stanowisko dowódcy batalionu. Z dniem 1 listopada 1932 został przesunięty na stanowisko kwatermistrza. W sierpniu 1935 został przeniesiony do Powiatowej Komendy Uzupełnień Gniezno na stanowisko komendanta. 1 września 1938 dowodzona przez niego jednostka została przemianowana na Komendę Rejonu Uzupełnień Gniezno, a zajmowane przez niego stanowisko otrzymało nazwę „komendant rejonu uzupełnień”. Na tym stanowisku pozostał do września 1939.
W czasie kampanii wrześniowej 1939 walczył w obronie Warszawy. Od 16 września dowodził II batalionem 360 pułku piechoty. Po kapitulacji załogi stolicy dostał się do niemieckiej niewoli. Przebywał w Oflagu XI B, a następnie Oflagu II C Woldenberg . Zmarł 21 lipca 1968 w szpitalu w Babich Dołach. Spoczywa na cmentarzu w Redłowie (grób 35).

## Ordery i odznaczenia
- Krzyż Walecznych[20]
- Złoty Krzyż Zasługi – 10 listopada 1938 „za zasługi w służbie wojskowej”[21][22]
- Medal Zwycięstwa („Médaille Interalliée”)[23]